# Давід Гарсія Субірія
Давід Гарсія Субірія (ісп. David García Zubiria, нар. 14 лютого 1994, Памплона) — іспанський футболіст, захисник клубу «Осасуна».

## Ігрова кар'єра
Народився 14 лютого 1994 року в місті Памплона. Вихованець футбольної школи клубу «Осасуна».
У дорослому футболі дебютував 2011 року виступами за команду «Осасуна Б». За три роки почав залучатися до лав головної команди «Осасуни».
Частину 2018 року провів в оренді у клубі «Культураль Леонеса», після чого повернувся до «Осасуни».